# 녹나무과
녹나무과(---科, 표준어: 녹나뭇과, 학명: Lauraceae 라우라케아이[*])는 녹나무목의 과이다.
주로 열대에서 난대에 걸쳐 널리 분포하고 있으며, 전 세계에 40속의 약 1,500종 정도가 알려져 있는데, 한국에는 녹나무·생강나무·백동백나무·비목나무 등의 7속 14종 가량이 분포하고 있다.
대부분 상록의 교목이지만 낙엽이지는 것도 있고, 또 잎이 없이 기생을 하는 덩굴 식물도 있다. 대부분 향기가 있는 휘발성 기름(정유)을 가지고 있어서, 잎을 문지르거나 가지를 자르면 좋은 향기가 난다. 잎은 가장자리가 밋밋하거나 손바닥과 같이 3갈래로 나뉘어 있고, 어긋나며 턱잎은 없다. 꽃은 작고 방사대칭으로, 잎겨드랑이에 원추상·총상 또는 산형상으로 모여 피며, 양성화이거나 또는 암수딴그루이다. 꽃은 3수성이나 드물게는 2수성인 것도 있는데, 꽃덮이는 엷은 녹황색 또는 흰색을 띠깃 2줄로 배열되어 있다. 수술의 수는 꽃덮이조각의 2배이며 보통 4줄로 배열되는데, 이것이 모두 수술의 역할을 하는 경우는 거의 없고, 보통 가장 안에 있는 것은 퇴화되어 헛수술로 변형되거나 없어져버린다. 한편, 밖으로부터 세 번째 줄의 수술대 밑부분에는 1쌍의 꿀샘이 있는데, 특히 이것을 가진 꽃밥은 안으로 향하는 다른 꽃밥과 달리 밖으로 향하고 있다. 꽃밥에는 판이 있는 창이 있으며, 이것이 아래에서 위로 열려 꽃가루가 방출된다. 암술은 1개이고 씨방은 상위인데, 안에는 1개의 방이 있으며 속에 1개의 밑씨가 늘어져 달린다. 열매는 액과 또는 핵과이다.

## 하위 분류
- 까마귀쪽나무속(Litsea Lam.)
- 녹나무속(Cinnamomum Schaeff.)
- 생강나무속(Lindera Thunb.)
- 아보카도속(Persea Mill.)
- 움벨룰라리아속(Umbellularia Nutt.)
- 육박나무속(Actinodaphne)Nees)
- 월계수속(Laurus L.)
- 찰나무속(Sassafras L. ex Nees)
- 참식나무속(Neolitsea Merr.)
- 후박나무속(Machilus Nees)
- Actinodaphne Nees
- Adenodaphne S.Moore
- Aiouea Aubl.
- Alseodaphne Nees
- Alseodaphnopsis H.W.Li & J.Li
- Aniba Aubl.
- Aspidostemon Rohwer & H.G.Richt.
- Beilschmiedia Nees
- Caryodaphnopsis Airy Shaw
- Cassytha L.
- Chlorocardium Rohwer, H.G.Richt. & van der Werff
- Cinnadenia Kosterm.
- Clinostemon Kuhlm. & Samp.
- Cryptocarya R.Br.
- Damburneya Raf.
- Dehaasia Blume
- Dicypellium Nees & Mart.
- Dodecadenia Nees
- Endiandra R.Br.
- Endlicheria Nees
- Eusideroxylon Teijsm. & Binn.
- Hexapora Hook.f.
- Hypodaphnis Stapf
- Kubitzkia van der Werff
- Licaria Aubl.
- Mespilodaphne Nees
- Mezilaurus Kuntze ex Taub.
- Nectandra Rol. ex Rottb.
- Neocinnamomum H.Liu
- Nothaphoebe Blume
- Ocotea Aubl.
- Paraia Rohwer, H.G.Richt. & van der Werff
- Parasassafras D.G.Long
- Phoebe Nees
- Phyllostemonodaphne Kosterm.
- Pleurothyrium Nees
- Potameia Thouars
- Potoxylon Kosterm.
- Pseudocryptocarya Teschner
- Rhodostemonodaphne Rohwer & Kubitzki
- Sextonia van der Werff
- Sinopora J.Li, N.H.Xia & H.W.Li
- Syndiclis Hook.f.
- Triadodaphne Kosterm.
- Urbanodendron Mez
- Williamodendron Kubitzki & H.G.Richt.
- Yasunia van der Werff

## 계통 분류
2016년 APG IV 분류 체계에서는 녹나무과를 목련군 녹나무목 아래에 분류하며, 이는 2009년 APG III 분류 체계, 2003년 APG II 분류 체계 및 1998년 APG 분류 체계의 분류와 동일하다.